# Fiber distributed data interface
Fiber distributed data interface (FDDI) is een glasvezel gegevensdistributieprotocol. Hetzelfde protocol kan ook gebruikt worden over koperkabel; soms wordt de (onofficiële) term CDDI daarvoor gebruikt.
FDDI werd ontwikkeld door het ANSI (American National Standards Institute of Amerikaans nationaal standaardisatie-instituut) in de jaren tachtig, voordat Fast Ethernet bestond. De datasnelheid die behaald kan worden met behulp van FDDI is 100 Mbit/s.
In de tijd van ontwikkeling van FDDI heerste de gedachte dat met 10 Mbits de maximale datasnelheid over koper bijna bereikt was. Hoewel FDDI een ring gebruikt, stamt het niet af van het Token Ring-protocol; FDDI heeft zijn wortels in het token bus-protocol. FDDI voorziet in ringen met een totale lengte van maximaal 200 km. Als zodanig is het ook geschikt voor (en wordt het ook gebruikt in) netwerken voor complete steden.